# Donald Sanborn
Donald J. Sanborn, född 19 februari 1950 i Flushing, Queens, New York, är en amerikansk sedevakantistisk och sedeprivationistisk biskop. Han är sedan 1995 rektor för Most Holy Trinity Seminary i Reading, Pennsylvania och ordensgeneral för Roman Catholic Institute (RCI).